# Abdena
Die Abdena waren ein ostfriesisches Häuptlingsgeschlecht. In den Jahren kurz nach 1400 hatten sie im Auftrag der Bischöfe von Münster, die hier alte Rechte geltend machten, die Stadt Emden und ihr Umland in Besitz genommen und zu ihrem Herrschaftszentrum ausgebaut. 

## Geschichte
Erster namentlich bekannter Vertreter ist Wiard Droste tho Emetha, der um 1300 in Emden eine Burg errichtet. Ihm war von den Bischöfen von Münster die Aufsicht über die Münz- und Zollstelle übertragen worden. Sein Enkel Hisko Abdena verstand es, den Einfluss Münsters immer weiter zurückzudrängen. Er wurde 1390 Propst und 1400 Häuptling von Emden. Unter seiner Herrschaft wurden die Handelsbeziehungen Emdens vor allem mit Münster und Westfalen erheblich ausgebaut. Zudem gelang es ihm, das für die Stadt lukrative Stapelrecht für alle vorbeifahrenden Schiffe durchzusetzen. Zeitweise unterstützte er – wie die anderen ostfriesischen Häuptlinge – die Vitalienbrüder und gewährte ihnen in seinem Gebiet Unterkunft und einen Handelsplatz. Hisko legte so den Grundstein für eine Entwicklung Emdens zu einer städtischen Siedlung. 
Diese Entwicklung rief die Hanse auf den Plan. Um der Vitalienbrüder Herr zu werden, wurden elf bewaffnete Koggen mit 950 Mann in die Nordsee geschickt. Hisko gelang es, die Seiten zu wechseln und übergab der Hanse am 6. Mai 1400 die Stadt und das Schloss Emden, die ihm zum Dank die Häuptlingswürde beließ. 1413 gelang es Keno II. tom Brok, Hisko aus Emden zu vertreiben. Dieser floh infolgedessen nach Groningen (heute Niederlande). Erst der Sturz des letzten tom Brok, Ocko II. machte eine Rückkehr des alternden Hisko in seine Heimatstadt möglich, wo er kurz darauf verstarb. 
Letzter Häuptling aus dem Hause Abdena in Emden war Hiskos Sohn Imel, der sich abermals mit den Vitalienbrüdern zusammentat. Imel wurde daraufhin bei einer hanseatischen Strafexpedition gefangen genommen und verstarb 1455 in Gefangenschaft in Hamburg.